# Stadsdelen Byker

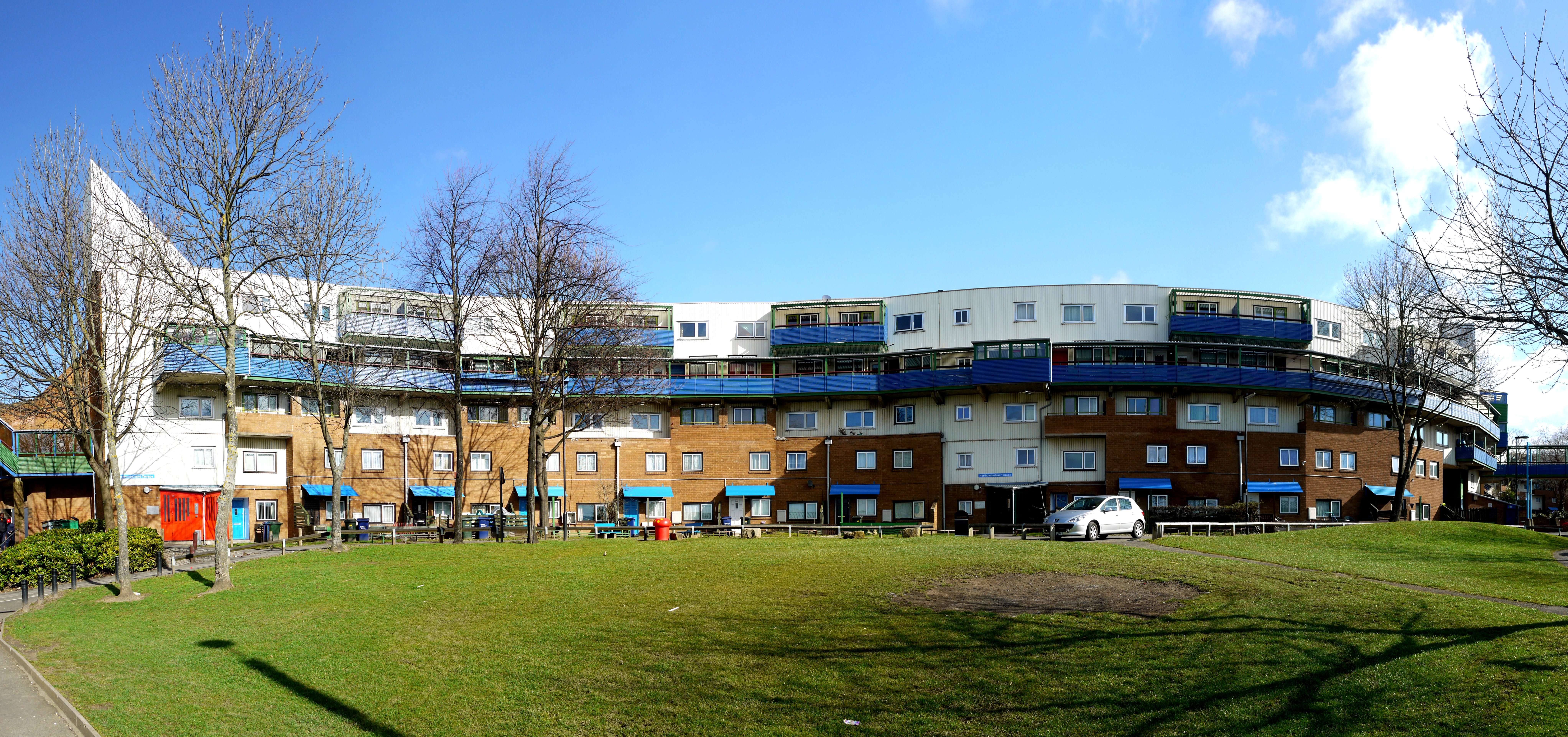
Byker Wall mot syd, mars 2010.

Stadsdelen Byker med Byker Wall var ett stadsutvecklingsprojekt i Newcastle upon Tyne i nordöstra England, Storbritannien. Projektet färdigställdes i flera etapper mellan åren 1968 och 1982 och ritades av den brittisk-svenske arkitekten Ralph Erskine. Stadsdelen innehåller 2 300 bostäder med cirka 9 500 boende. Stadsdelen Byker med Byker Wall upptogs i Unescos lista över enastående byggnader från 1900-talet och blev år 2007 byggnadsminnesförklarad.

## Bakgrund

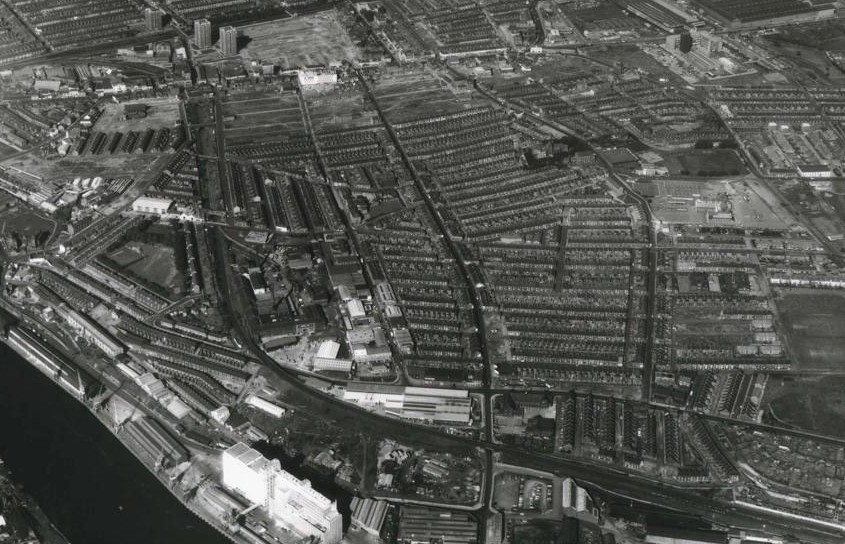
Bykers gruvarbetarbostäder 1970.

På platsen fanns ett cirka 81 hektar stort område med gruvarbetarbostäder från 1880-talet. Här trängdes 18 000 människor och bebyggelsen bestod av 1 200 radhus i långa rader. Husen var nedgångna och den sanitära standarden mycket låg. Därför ansåg staden redan 1953 att en upprustning av denna slum var omöjlig. Men det fanns en mycket god granngemenskap i Byker och 115 affärer där man kunde köpa de flesta varor. Den politiska parollen löd: "Byker åt Bykerborna".
En oberoende undersökning kom fram till att 80 procent av lokalbefolkningen stödde en totalsanering, vilket innebar rivning av byggnader. Kommunens planerare och arkitekter tog fram ett förslag till en helt ny stadsdel. Den innefattade en hög mur mot norr och öster som skulle skydda mot buller från en planerad motorväg (som aldrig byggdes) och Newcastles Metro (som öppnades 1980). Newcastle skulle förvandlas från en grå industristad till ett modernt förvaltningscentrum under 1960-talet.
Stadens planeringskommitté beslöt att tillfråga arkitekt Ralph Erskine, som var känd för att ha det sociala intresse som behövdes för ett så känsligt projekt som totalsaneringen av Byker. Dessutom var han redan engagerad i bostadsområdet Killingworth som ligger strax utanför Newcastle. I september 1968 fick Erskine en förfrågan av staden Newcastle om han kunde åta sig uppdraget att rita den nya stadsdelen.

## Projektet

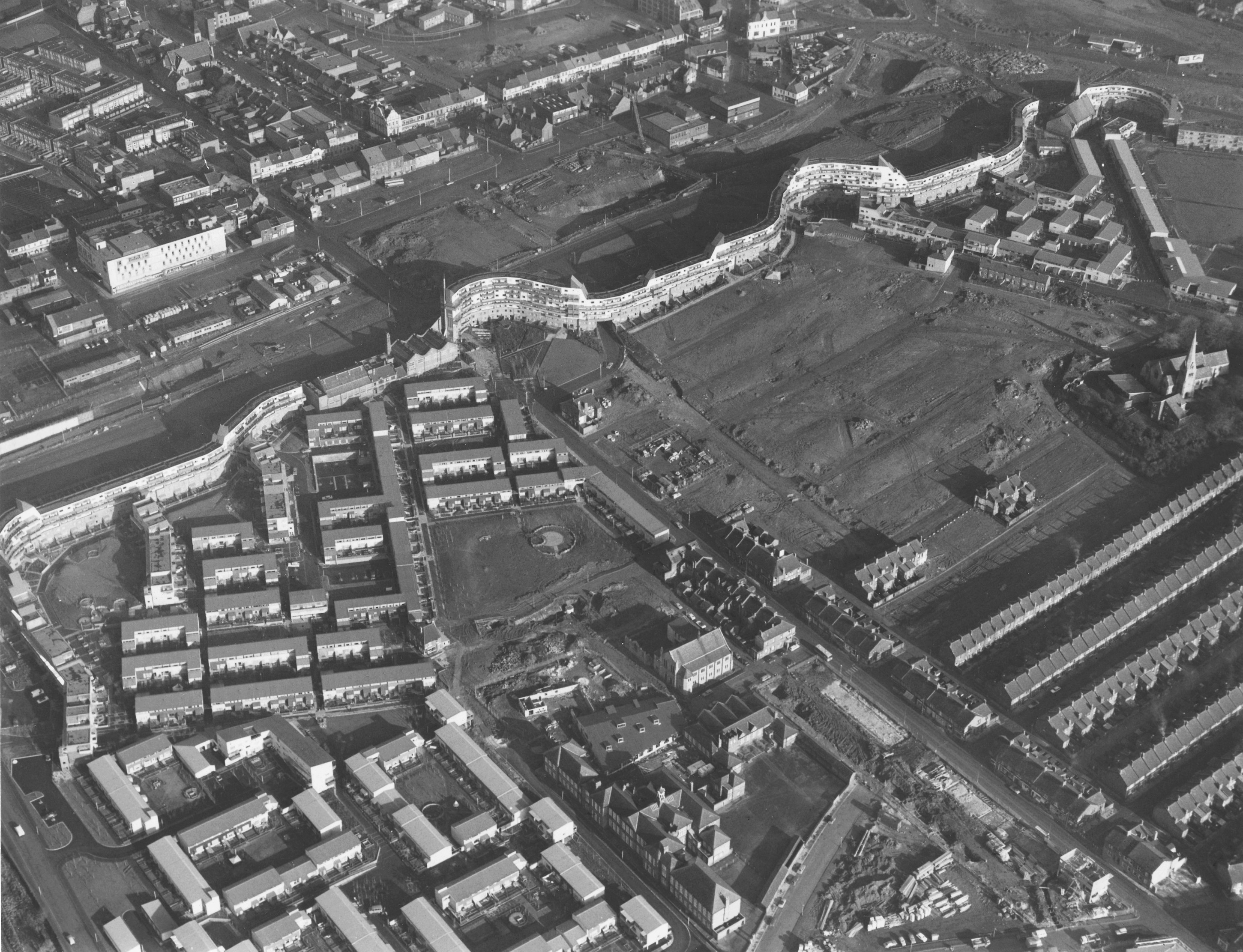
Byker 1974. Delar av det gamla Bykers radhusbebyggelse finns fortfarande kvar (längst ner till höger).

När Erskine fick förfrågan bad han om en månads betänketid för att skaffa sig en uppfattning om Bykers sociala problem. Två av Erskines medarbetare, bland dem hans dotter Jane, bosatte sig på platsen. Därefter formulerades samarbetsformerna med stadens planeringskommitté. Erskine ställde strikta villkor, där hänsyn till de boende i Byker och omgivning ställdes över kommunens egna önskemål. Bland annat menade Erskine att det viktigaste är att inte bryta familjebanden och andra uppskattade livsmönster för de som redan bodde i Byker.
Efter att kommunen hade godkänt Erskines krav accepterade han uppdraget och i november 1968 inrättades ett lokalkontor i en tom butikslokal inom området. Snart kom Bykerborna till Erskines lilla kontor och en fruktsam dialog började växa fram. Man diskuterade allt möjligt, vandalism, läckande ledningar och även utformningen av de framtida bostäderna.
Området skulle bebyggas i etapper i takt med den fortskridande rivningen av de befintliga husen. Mellan 1971 och 1972 byggdes ett första pilotprojekt, baserat på en dialog mellan arkitekt och boende. På ett röjt markområde ritades och byggdes bostäder för 47 familjer. Sedan utvärderades pilotprojektet som till en början fick kritik av de boende men Newcastles myndigheter litade på Erskines professionalism och stödde honom. Kritik framfördes även mot att det nya Byker bara kunde erbjuda bostäder för hälften av Bykerborna och att omkring 5 000 fick lämna stadsdelen. Ett av resultaten från utvärderingen var också att de boende önskade öppna planlösningar och en stark färgsättning. Därför övergavs mörka murverk och trånga gator i de efterföljande etapperna.

## Byker och Byker Wall

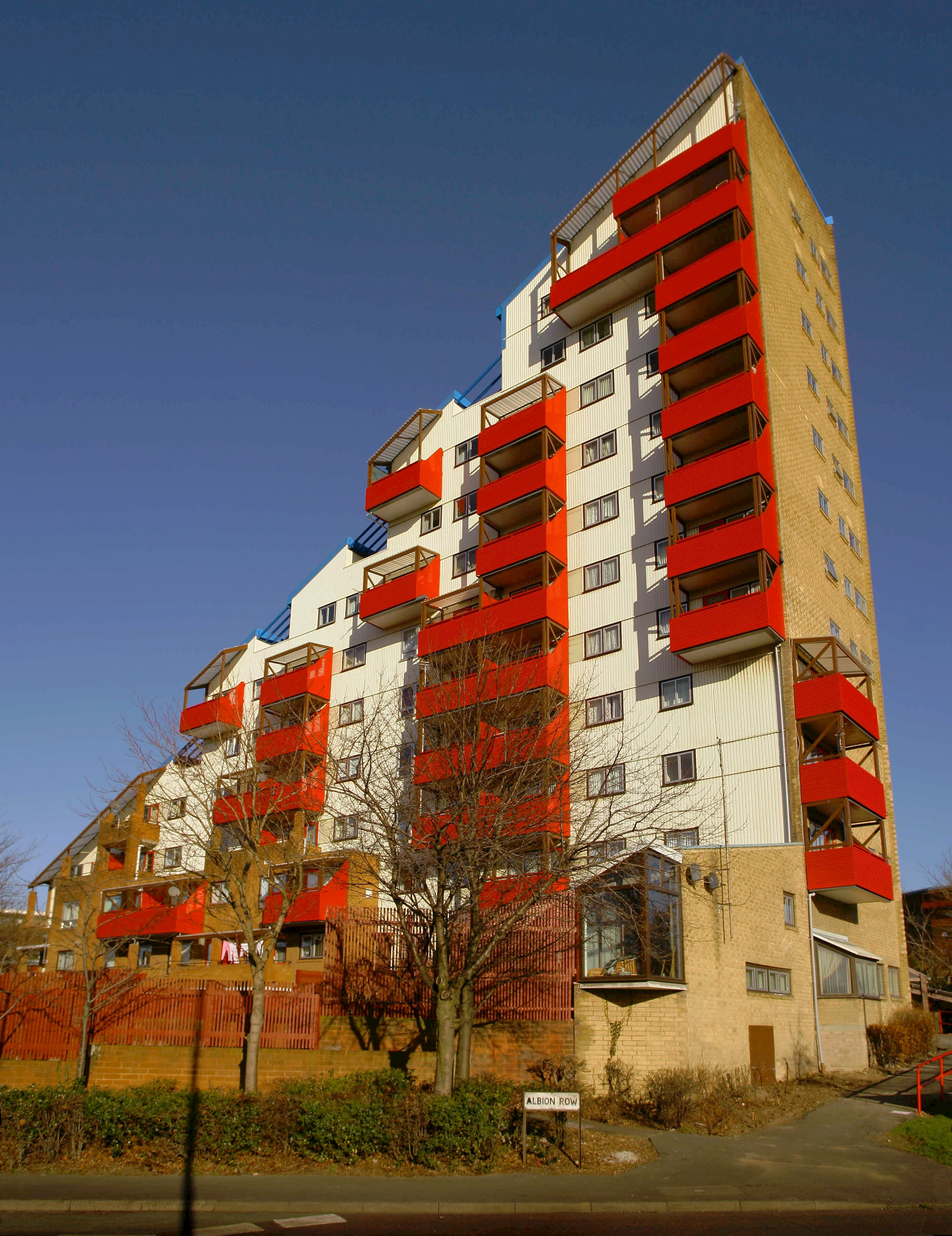
Tom Collins House, Byker Walls västra del.

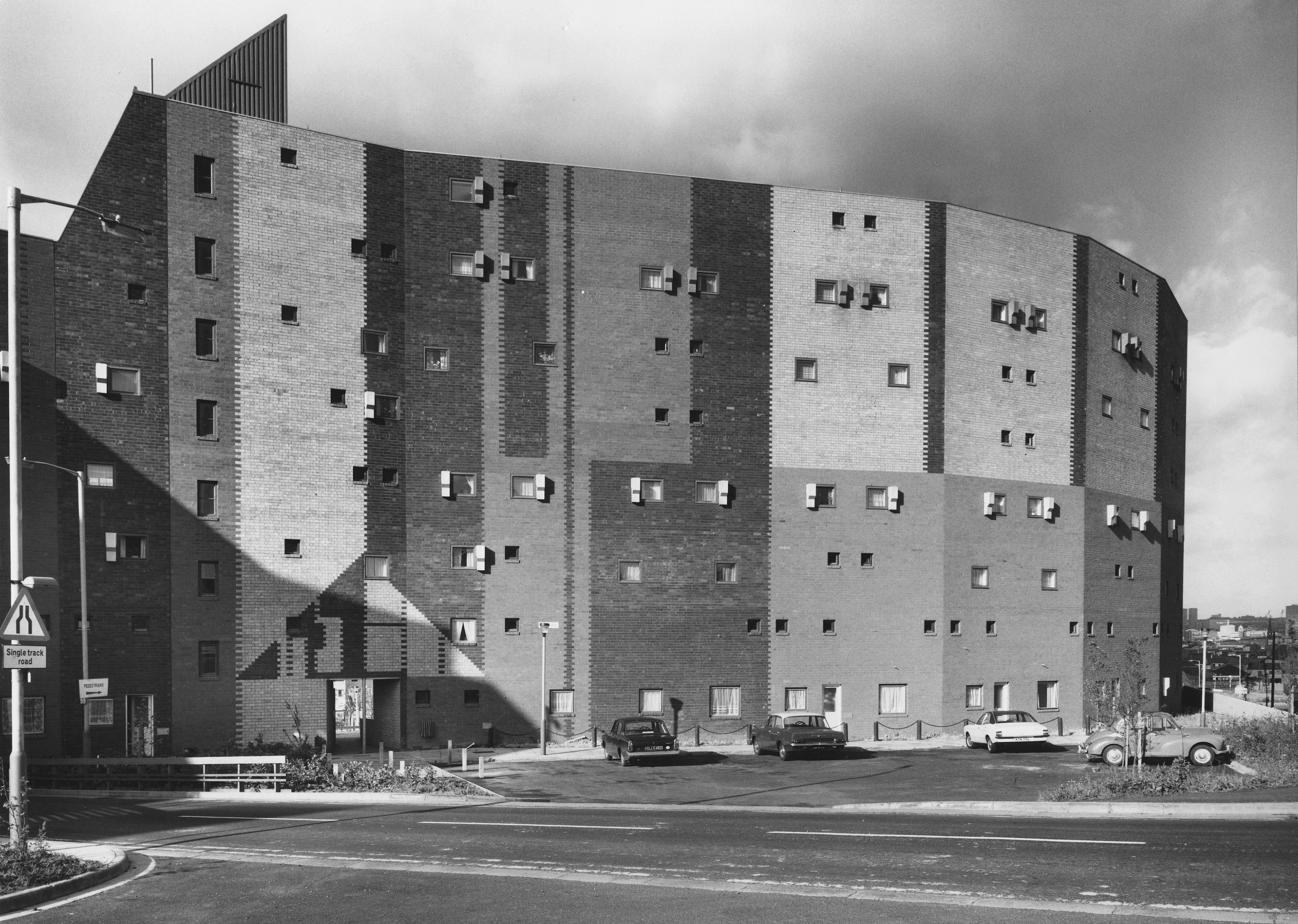
Byker Wall mot norr.

Mest iögonfallande är den enorma ”bostadsmuren” som Erskin ritade som en nordlig begränsning mot trafikstörningar samt som skydd mot Nordsjöns vindar. Söderut har man en vidsträckt utsikt över hela bostadsområdet ända ner mot floden Tyne. Konceptet med en klimatskyddande bostadsvägg känns igen från Ormen Långe, som Erskine ritade 1965 i Svappavaara. Medan Ormen Långe blev omkring 200 meter lång, fick Byker Wall en längd av cirka 1 500 meter. Den utformades böljandes i sidled och stiger och faller mellan tre och tolv våningar. 
De färgglada fasaderna är byggda av betong, trä och plast samt murtegel i fem olika kulörer. Taken kröns av hissmaskinrum som är klädda med blå plåt. Från norr ger "muren" ett slutet intryck, eftersom Erskine placerade små fönster i på den nordliga sidan av höghuset. Mot syd öppnar sig arkitekturen med stora fönster och balkonger. "Bostadsmuren" innehåller 620 etagelägenheter, där var och en går genom två våningar. Bostadsområdet söder om väggen präglas av hög exploatering med låga radhus innehållande ungefär 1 700 lägenheter. Erskine delade upp området i mindre enheter. Där finns en känslig blandning av små privata trädgårdar och större gemensamma utrymmen samt lekplatser, butiker och torg.
Den från början kritiska inställningen till Byker har numera förbytts till lovord. Stadsdelen var tidigare tyngd av sociala problem men har idag blivit en turistattraktion och Bykerborna visar gärna runt sina gäster och besökande. 
Byggkvalitén var dock undermålig och en del större renoveringar har därför varit nödvändiga. Den senaste renoveringen beslöts det om i april 2014 och innebar en satsning på 26 miljoner pund.
Stadsdelens arkitektur har fått en rad utmärkelser, bland annat finns den upptagen i Unescos lista över enastående byggnadsverk från 1900-talet och blev år 2007 byggnadsminnesförklarad ("Grade II listed building").

## Bildgalleri

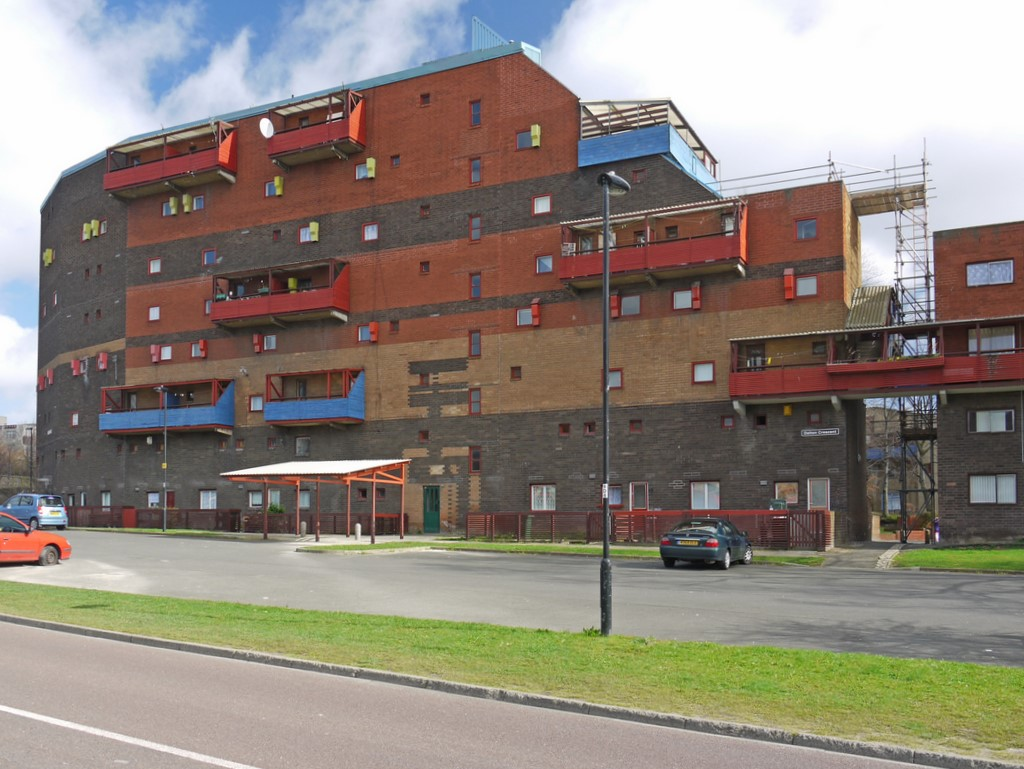
Byker Wall från Dalton Street.
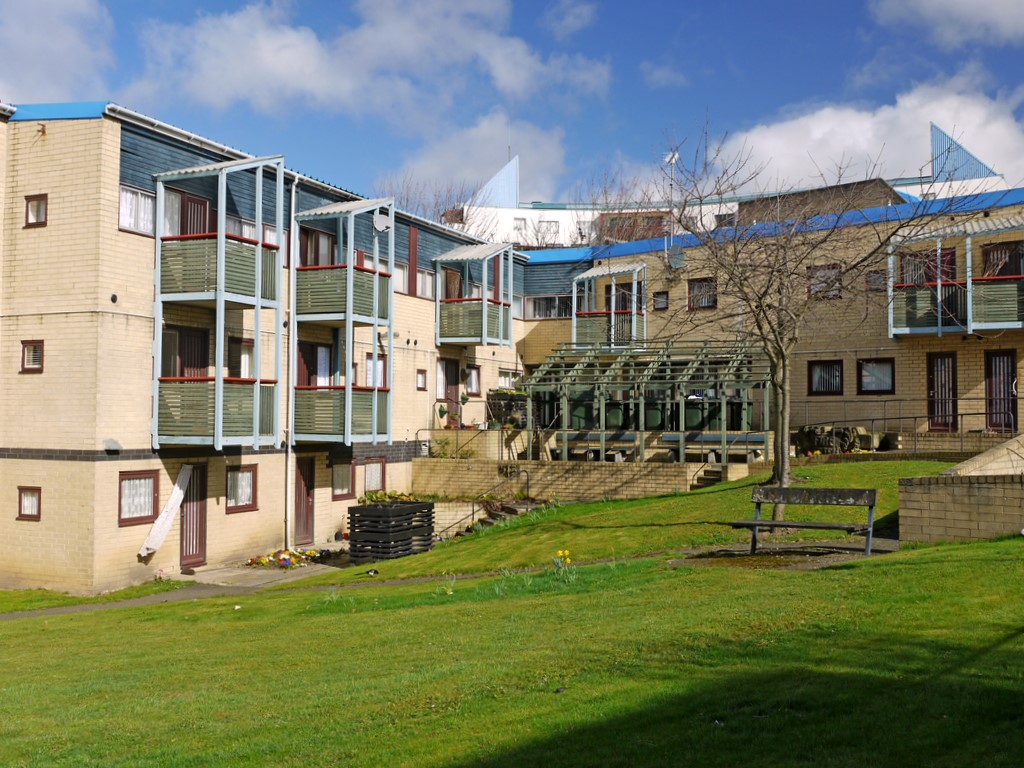
Cheviot Mount, Byker Wall.
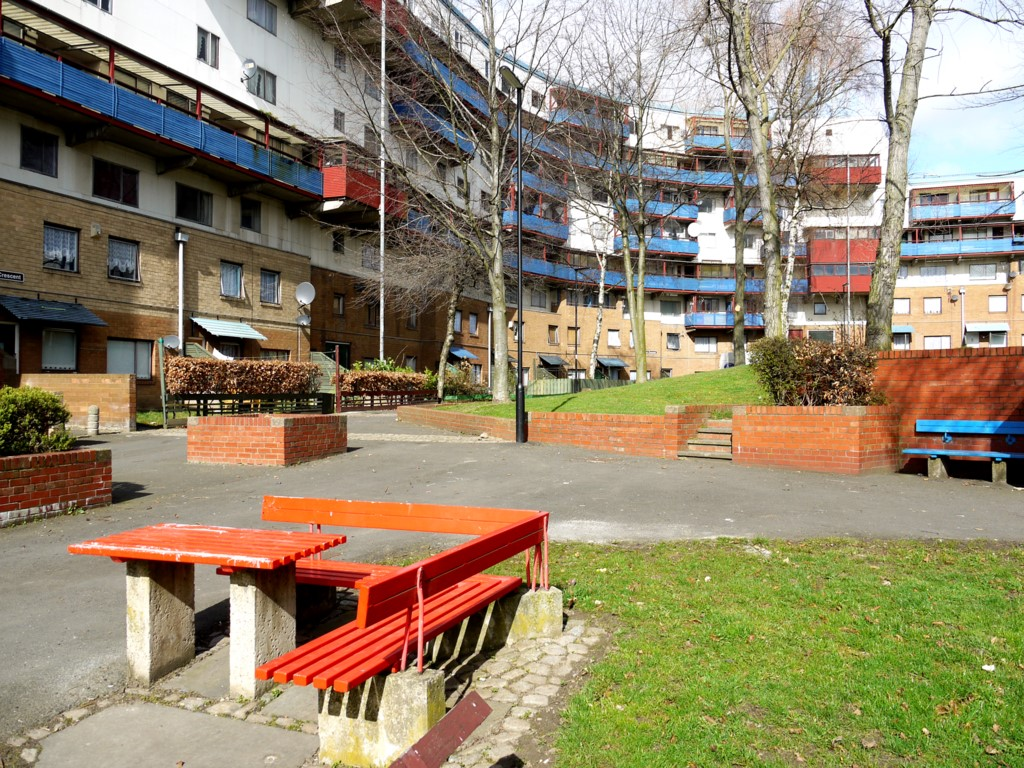
Dalton Crescent, Byker Wall.
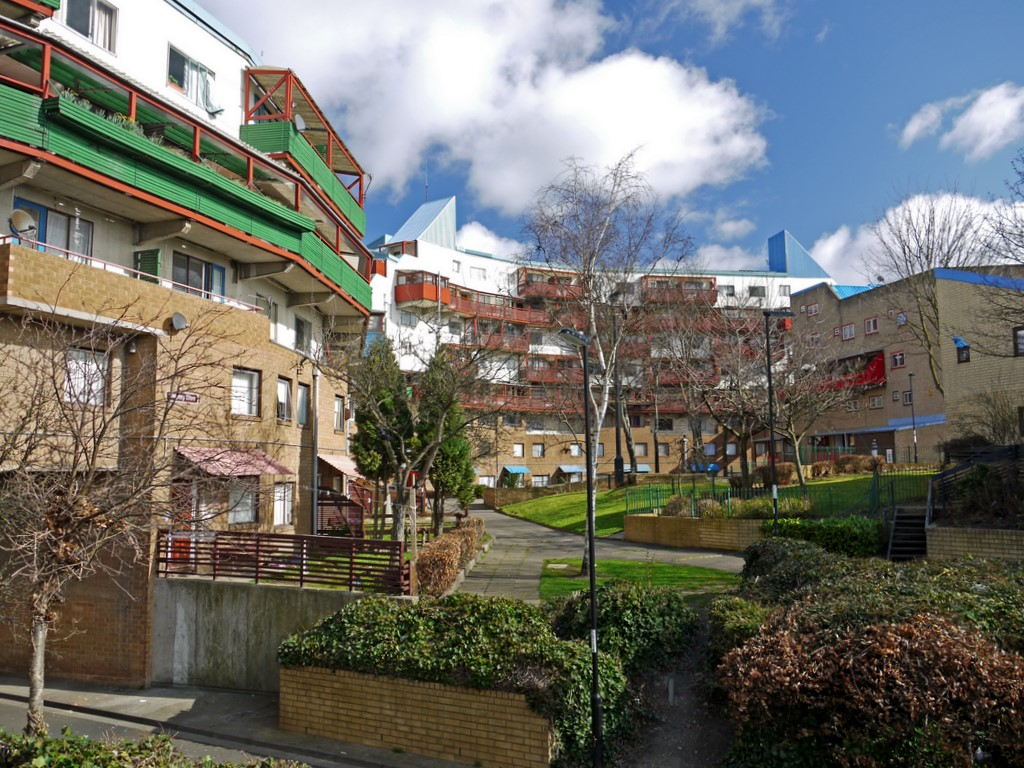
Trädgårdar bakom Byker Wall.
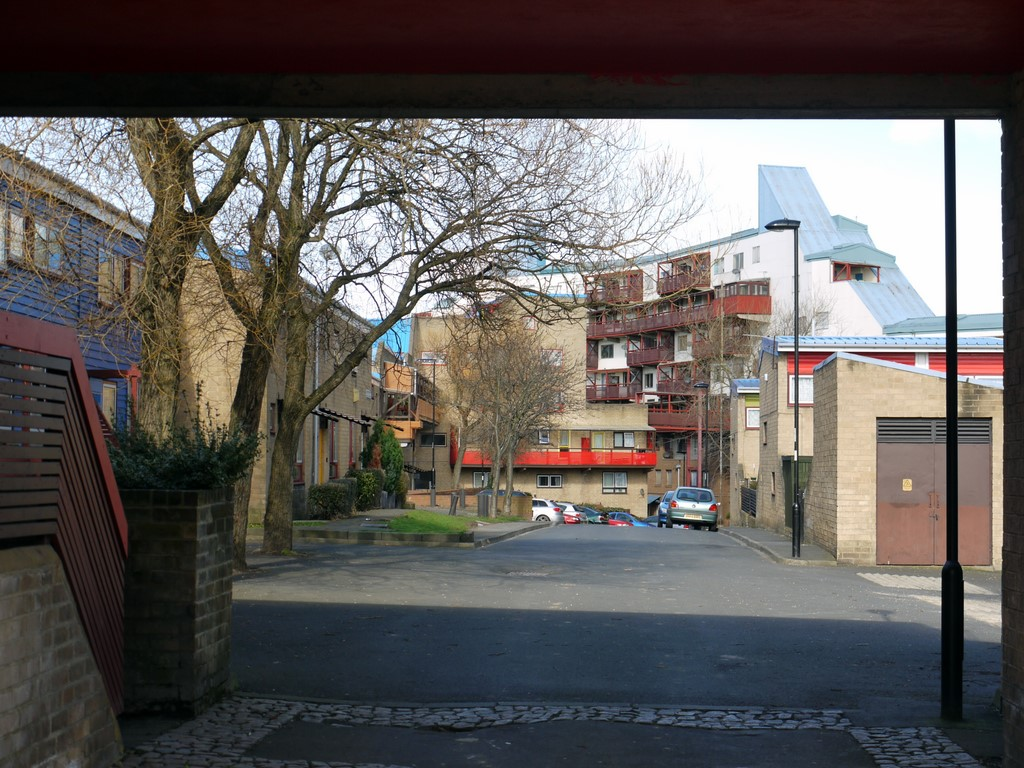
Grace Street i riktning mot Byker Wall.
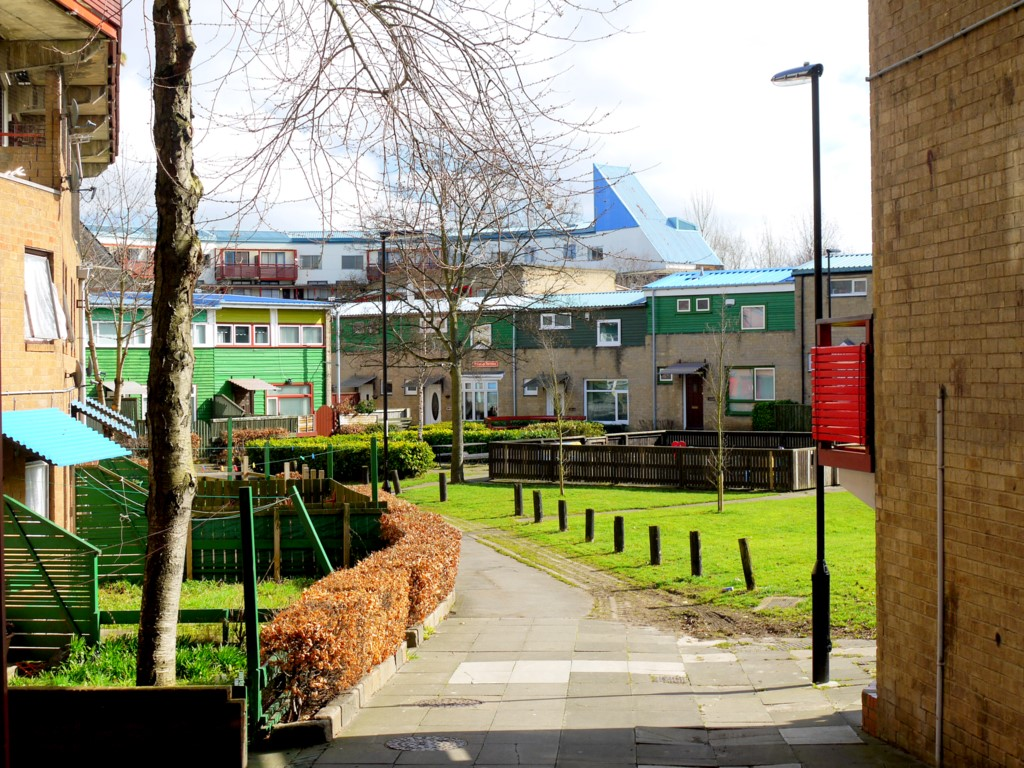
Bakom Byker Wall.
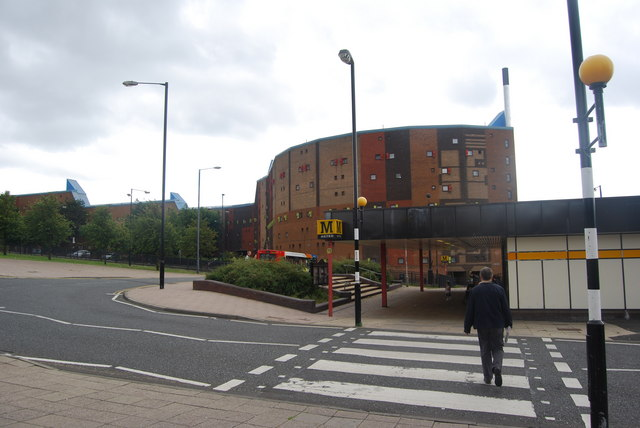
Byker tunnelbanestation med Byker Wall i bakgrunden.
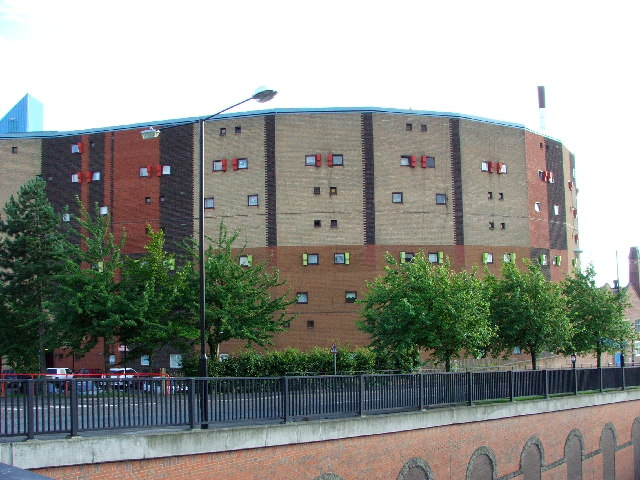
Byker Wall.